# Unione Sportiva Brescello 2000-2001
Questa pagina raccoglie le informazioni riguardanti l'Unione Sportiva Brescello nelle competizioni ufficiali della stagione 2000-2001.

## Rosa
| N. |                   | Ruolo | Calciatore           |
| -- | ----------------- | ----- | -------------------- |
|    | Italia (bandiera) | C     | Emilio Abeni         |
|    | Italia (bandiera) | D     | Salvatore Accursi    |
|    | Italia (bandiera) | A     | Fabio Alteri         |
|    | Italia (bandiera) | C     | David Bettoni        |
|    | Italia (bandiera) | P     | Federico Bigliazzi   |
|    | Italia (bandiera) | C     | Tarcisio Catanese    |
|    | Italia (bandiera) | D     | Dario Catellani      |
|    | Italia (bandiera) | C     | Roberto Corradi      |
|    | Italia (bandiera) | C     | Roberto Cretaz       |
|    | Italia (bandiera) | P     | Paolo De Angeli      |
|    | Italia (bandiera) | C     | Gianluca Francesconi |
|    | Italia (bandiera) | C     | Massimiliano Fusani  |
|    | Italia (bandiera) | C     | Andrea Gentile       |
|    | Italia (bandiera) | C     | Luigi Giandomenico   |
|    | Italia (bandiera) | A     | Federico Giaretta    |
|    | Italia (bandiera) | A     | Giuseppe Giglio      |

| N. |                   | Ruolo | Calciatore       |
| -- | ----------------- | ----- | ---------------- |
|    | Italia (bandiera) | A     | Christian Grillo |
|    | Italia (bandiera) | C     | Luigi Lavecchia  |
|    | Italia (bandiera) | D     | Marco Libassi    |
|    | Italia (bandiera) | C     | Roberto Magnani  |
|    | Italia (bandiera) | C     | Luca Matteassi   |
|    | Italia (bandiera) | C     | Simone Mazzocchi |
|    | Italia (bandiera) | D     | Filippo Medri    |
|    | Italia (bandiera) | C     | Sandro Melotti   |
|    | Italia (bandiera) | D     | Enrico Morello   |
|    | Italia (bandiera) | D     | Ermes Paoletti   |
|    | Italia (bandiera) | C     | Marco Pedotti    |
|    | Italia (bandiera) | C     | Marco Piccioni   |
|    | Italia (bandiera) | A     | Cristian Protti  |
|    | Italia (bandiera) | A     | Giovanni Rossi   |
|    | Italia (bandiera) | P     | Andrea Sardini   |

## Risultati

### Campionato

#### Girone di andata
| 3 settembre 2000 1ª giornata | Brescello | 1 – 3 | Lucchese |  |

| 10 settembre 2000 2ª giornata | Spezia | 2 – 1 | Brescello |  |

| 17 settembre 2000 3ª giornata | Brescello | 1 – 1 | Arezzo |  |

| 24 settembre 2000 4ª giornata | Alzano Virescit | 1 – 0 | Brescello |  |

| 1º ottobre 2000 5ª giornata | Brescello | 1 – 1 | Livorno |  |

| 8 ottobre 2000 6ª giornata | Pisa | 0 – 0 | Brescello |  |

| 15 novembre 2000 7ª giornata | Alessandria | 0 – 0 | Brescello |  |

| 22 ottobre 2000 8ª giornata | Brescello | 1 – 1 | AlbinoLeffe |  |

| 29 ottobre 2000 9ª giornata | Como | 1 – 0 | Brescello |  |

| 5 novembre 2000 10ª giornata | Brescello | 0 – 0 | Carrarese |  |

| 19 novembre 2000 11ª giornata | Reggiana | 2 – 1 | Brescello |  |

| 26 novembre 2000 12ª giornata | Brescello | 3 – 2 | Cesena |  |

| 3 dicembre 2000 13ª giornata | Brescello | 1 – 1 | Lecco |  |

| 10 dicembre 2000 14ª giornata | Lumezzane | 0 – 0 | Brescello |  |

| 17 dicembre 2000 15ª giornata | Brescello | 3 – 3 | SPAL |  |

| 23 dicembre 2000 16ª giornata | Modena | 1 – 0 | Brescello |  |

| 7 gennaio 2001 17ª giornata | Brescello | 0 – 0 | Varese |  |

#### Girone di ritorno
| 14 gennaio 2001 18ª giornata | Lucchese | 2 – 2 | Brescello |  |

| 21 gennaio 2001 19ª giornata | Brescello | 2 – 1 | Spezia |  |

| 28 gennaio 2001 20ª giornata | Arezzo | 3 – 1 | Brescello |  |

| 4 febbraio 2001 21ª giornata | Brescello | 0 – 0 | Alzano Virescit |  |

| 11 febbraio 2001 22ª giornata | Livorno | 4 – 0 | Brescello |  |

| 18 febbraio 2001 23ª giornata | Brescello | 0 – 2 | Pisa |  |

| 25 febbraio 2001 24ª giornata | Brescello | 1 – 1 | Alessandria |  |

| 4 marzo 2001 25ª giornata | AlbinoLeffe | 0 – 1 | Brescello |  |

| 11 marzo 2001 26ª giornata | Brescello | 1 – 1 | Como |  |

| 18 marzo 2001 27ª giornata | Carrarese | 1 – 0 | Brescello |  |

| 25 marzo 2001 28ª giornata | Brescello | 4 – 1 | Reggiana |  |

| 8 aprile 2001 29ª giornata | Cesena | 1 – 0 | Brescello |  |

| 14 aprile 2001 30ª giornata | Lecco | 3 – 2 | Brescello |  |

| 22 aprile 2001 31ª giornata | Brescello | 2 – 3 | Lumezzane |  |

| 29 aprile 2001 32ª giornata | SPAL | 1 – 1 | Brescello |  |

| 6 maggio 2001 33ª giornata | Brescello | 0 – 1 | Modena |  |

| 13 maggio 2001 34ª giornata | Varese | 0 – 0 | Brescello |  |